# Chesapeake Shores
Chesapeake Shores é uma série de televisão americana-canadense de drama familiar  baseada nos romances de Chesapeake Shores de Sherryl Woods, produzida pela Chesapeake Shores Productions Inc. em associação com a Borderline Distribution. Estreou em 14 de agosto de 2016 com duas horas de duração na Hallmark Channel. John Tinker é showrunner e produtor executivo. A primeira temporada   da série tornou-se a maior audiência do canal e as outras também mantiveram-se como um grande sucesso do canal.
As quatro temporadas primeiras temporadas foram lançadas no Brasil na Netflix, dubladas e legendadas. No dia 15 de agosto depois de um grande hiato devido a PANDEMIA DA COVID-19 a Netflix adicionou o 1°episódio fa 5° temporada lançada horas antes nos EUA e Canadá através do canal Hallmark Channel. Em Portugal as três primeiras temporadas foram lançadas na Netflix.

## Sinopse
A história segue as várias gerações da família O'Brien, tendo foco principal na vida de Abby, uma mulher de carreira brilhante, divorciada e mãe de duas filhas, que viaja da cidade de Nova Iorque até sua cidade natal Chesapeake Shores, Maryland, após receber um telefonema apavorado de sua irmã mais nova Jess, que  está renovando a pousada da família na Eagle Point e necessita de apoio. Sua visita ao antigo lar a coloca frente a frente com fortes lembranças de seu passado, incluindo seu namorado dos tempos de escola, o agora músico Trace, seu intransigente pai Mick e sua estimada avó Nell. Abby também percebe que a carreira a fez se afastar do mais importante, o convívio que ela tinha com as filhas pequenas, familiares e amigos. Assim, considera uma mudança permanente para Chesapeake Shores.

## Elenco

### Principal
- Jesse Metcalfe como Trace Riley
- Robert Buckley como Evan Kincaid
- Meghan Ory como Abby O'Brien-Winters
- Barbara Niven como Megan O'Brien
- Laci J. Mailey como Jess O'Brien
- Emilie Ullerup como Bree Elizabeth O'Brien
- Brendan Penny como Kevin O'Brien
- Andrew Francis como Connor O'Brien
- Diane Ladd como Nell O'Brien
- Treat Williams como Mick O'Brien

### Recorrente
Temporada 1
- Abbie Magnuson como Caitlyn Winters
- Kayden Magnuson como Carrie Winters
- Serge Houde como Del Granger
- Britt Irvin como Danielle Clayman
- Karen Kruper como Dee Riley
- Tom Butler como Lawrence Riley
- Carlo Marks como David Peck
- Michael Karl Richards como Wes Winters
- Brittany Willacy como Leigh Corley
- Ali Liebert como Georgia Eyles
- Kyle Cassie como Martin Demming

Temporada 2
- Jessica Sipos como Sarah Mercer-O’Brien
- Bradley Stryker como John Rawl
- Gregory Harrison como Thomas O'Brien
- Victor Webster como Douglas Peterson
- Jerry Trimble como Mark Hall
- Oliver Rice como Simon Atwater

Temporada 3
- Kent Sheridan como Donovan Wylie
- Teryl Rothery como Robin O'Brien
- Malcolm Stewart como Dennis Peck
- Gillian Barber como Deidra Peck
- Jordana Largy como Alexandra Peck

Temporada 4
- Lanie McAuley como Emma Rogers
- Marci T. House como Hannah Urso
- Greyston Holt como Jay Ross